# Kongsberg
Pour les articles homonymes, voir Kongsberg (homonymie).
Kongsberg est une ville et une kommune de Norvège située dans le comté de Buskerud. En 2022, la population de la commune était estimée à 27 879 personnes.

## Historique
La fondation de la ville remonte au 2 mai 1624 et est due à Christian IV de Danemark ; elle s'explique par la présence d'une mine d'argent « sølvgruven » qui fonctionnera jusqu'en 1958.
Ces mines, situées à six kilomètres de Kongsberg, ont profité au XVIIe siècle de l'arrivée de travailleurs allemands venus principalement de Saxe et fuyant la guerre de Trente Ans. Par la suite, au XVIIIe siècle, ce sera le roi qui appellera la main d'œuvre allemande. Heinrich von Schlanbusch, mineur d'origine allemande, est connu pour avoir amélioré le rendement de la mine grâce à son expertise. Les mines de Kongsberg ont connu leur essor entre 1760 et 1771, la ville comptait en ce temps 8 000 habitants et les mines, qui ont employé jusqu'à 4 000 personnes réparties sur 78 sites, rendaient alors à leur maximum 35 400 marks par an, avant de connaître progressivement un fort ralentissement. En 1805, les mines, qui n'étaient plus rentables, furent alors vendues à des particuliers qui les sous-exploitèrent. Cette forte baisse d'activité eut des répercussions sur Kongsberg, qui vit sa population baisser jusqu'à atteindre 3 900 habitants. En 1816, le gouvernement prit la décision de reprendre l'exploitation des mines, il faudra cependant attendre 1830 pour que la production connaisse une augmentation sensible, la population de Kongsberg continue pendant ce temps de diminuer (ne comptant plus que 3 500 habitants). L'année 1833 marqua le début d'une fragile remontée, puisque cette année-là la mine rendit 46 919 marks. Durant les années qui suivirent, la mine ne rendait cependant qu'une vingtaine de milliers de marks annuellement. Ce marasme prit fin lorsque les mines furent concédées en 1854 à deux compagnies, une anglaise et une norvégienne, qui permirent de relancer l'activité minière et rendirent à la ville sa prospérité. Cependant, à partir de 1888, les mines recommencèrent à être déficitaires, déficit comblé heureusement par la sylviculture, allant de pair avec l'exploitation des mines. Bien que dans les années 1920, la production a été poussée jusqu'à 10, 12 tonnes par an, les mines stagnèrent ensuite à six tonnes produites annuellement. Dans les années 1950, précédant de peu la fermeture, les mines ne produisaient plus que trois ou quatre tonnes par an. Entre 1624 et 1958, il est estimé que les mines de Kongsberg ont produit l'équivalent de 1 350 tonnes d'argent.

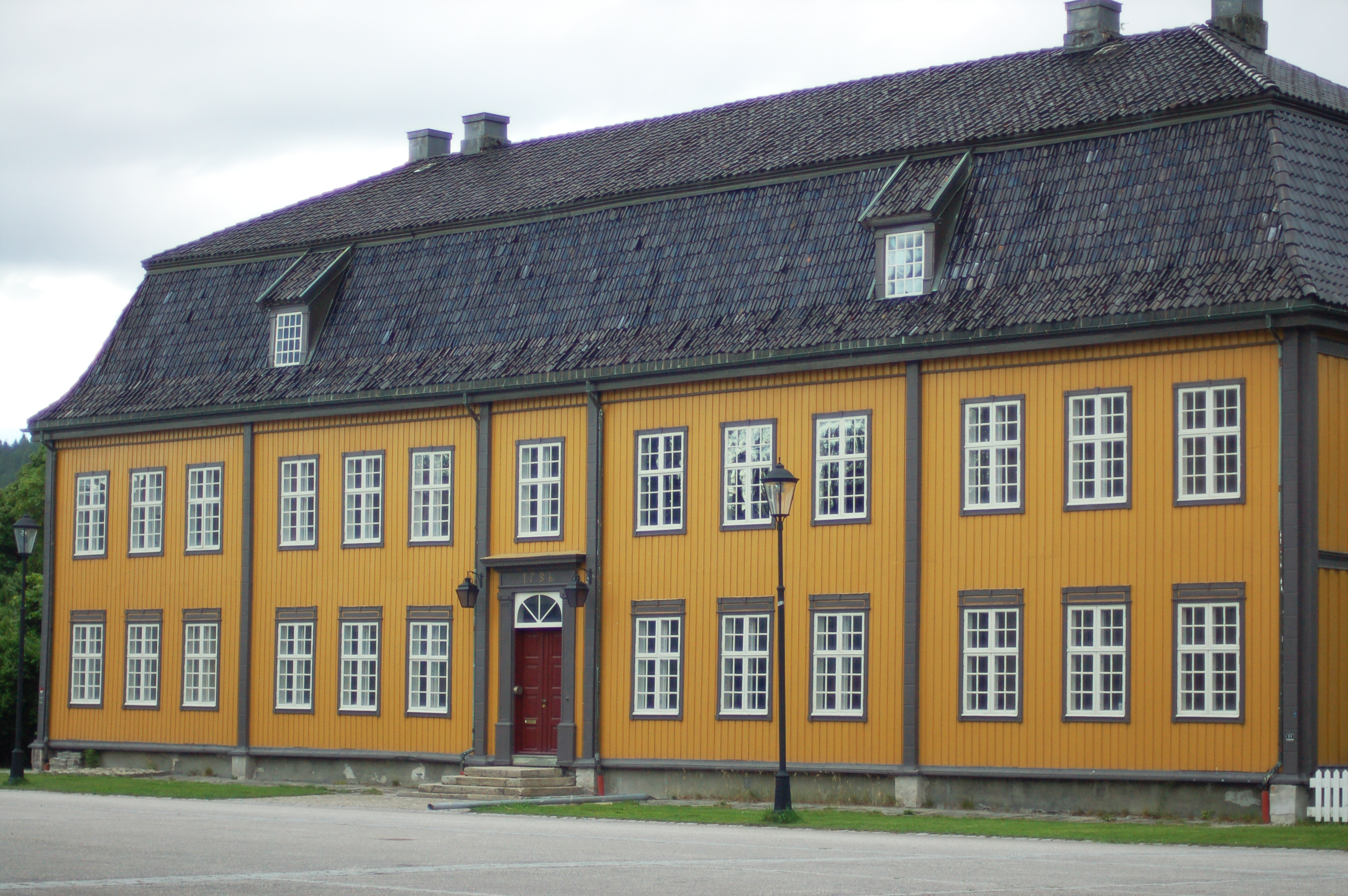
L'école des mines de Kongsberg.

Grâce aux mines, Kongsberg dispose ainsi à la fin du XIXe siècle, d'une école des mines, d'un hôtel des monnaies, d'une manufacture royale d'armes et d'une poudrerie. La ville comptait, dans les années 1880, 5 000 habitants, et se trouvait à cinq heures en train d'Oslo (12 heures en cariole). Kongsberg compte alors trois hôtels, l'hôtel Victoria, l'hôtel Britannia et le Grand Hôtel. L'hôtel Bondeheimen, ouvert en 1932 à la suite du rachat de l'hôtel Britannia connaît une extension en 1938 avant de fermer ses portes en 1970. La première gare de Kongsberg est bâtie en 1871, la gare actuelle a été construite en 1917.
En novembre 1870, l’aérostier français Paul Rolier et son coéquipier Bézier s'envolèrent de Paris, assiégé par les Prussiens, et atterrirent en Norvège quelques jours après, où ils reçurent un accueil triomphal en passant à Kongsberg. La foule brandissait des drapeaux français. Ils se dirigèrent vers Christiania (l’actuelle Oslo) avant de rentrer en France via l'Angleterre.

## Patrimoine et culture
Le musée norvégien de la mine est installé depuis 1945 dans une bâtisse de fonderie désaffectée datant de 1844.
Les couronnes de Håvet sont des monogrammes royaux sculptés entre 1624 et 1995 sur une paroi de montagne à proximité de Kongsberg.
L'église de Kongsberg a été construite en 1761 sur l'emplacement de la première église bâtie en 1631. Les travaux débutèrent en 1740 sur les plans de l'architecte Stukenbrock, en 1745 les murs en brique furent achevés mais les travaux s'arrêtèrent alors jusqu'en 1749, après quoi la toiture fut mise en place. Lorsque Stukenbrock mourut en 1756, ce fut alors Michael Heltzen qui reprit le chantier. Heltzen avait étudié en Allemagne, où il fut très sensible au rococo alors très en vogue. Son goût pour le rococo se traduisit dans le décor intérieur de l'église de Kongsberg, alors que les façades extérieures en briques sont très dépouillées, dans le style classique.

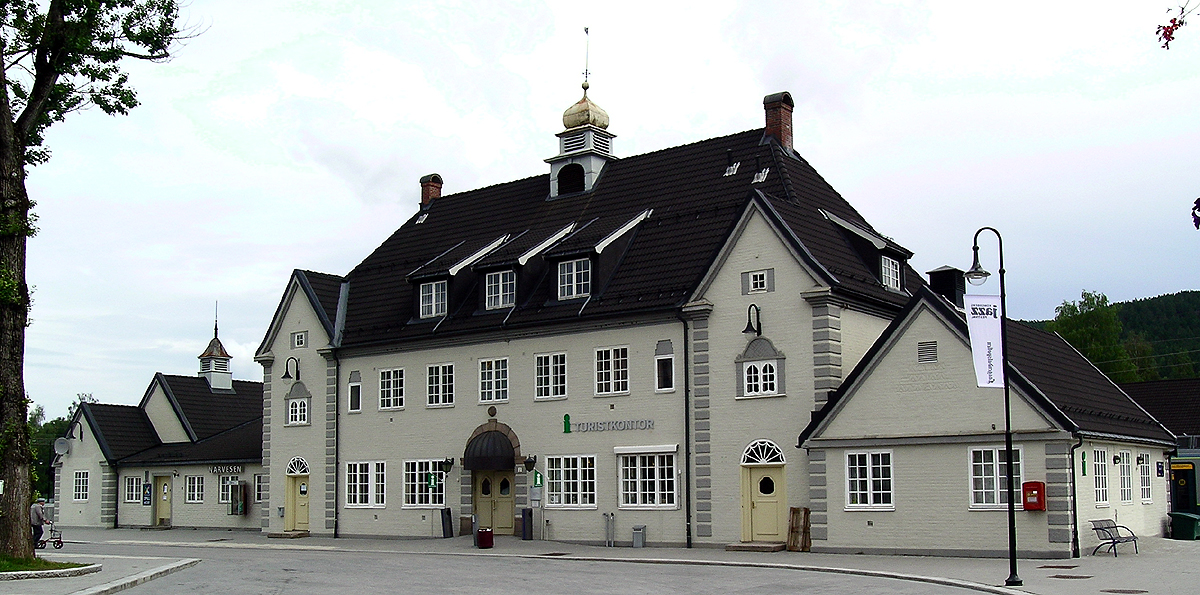
La gare de Kongsberg, construite en 1917.
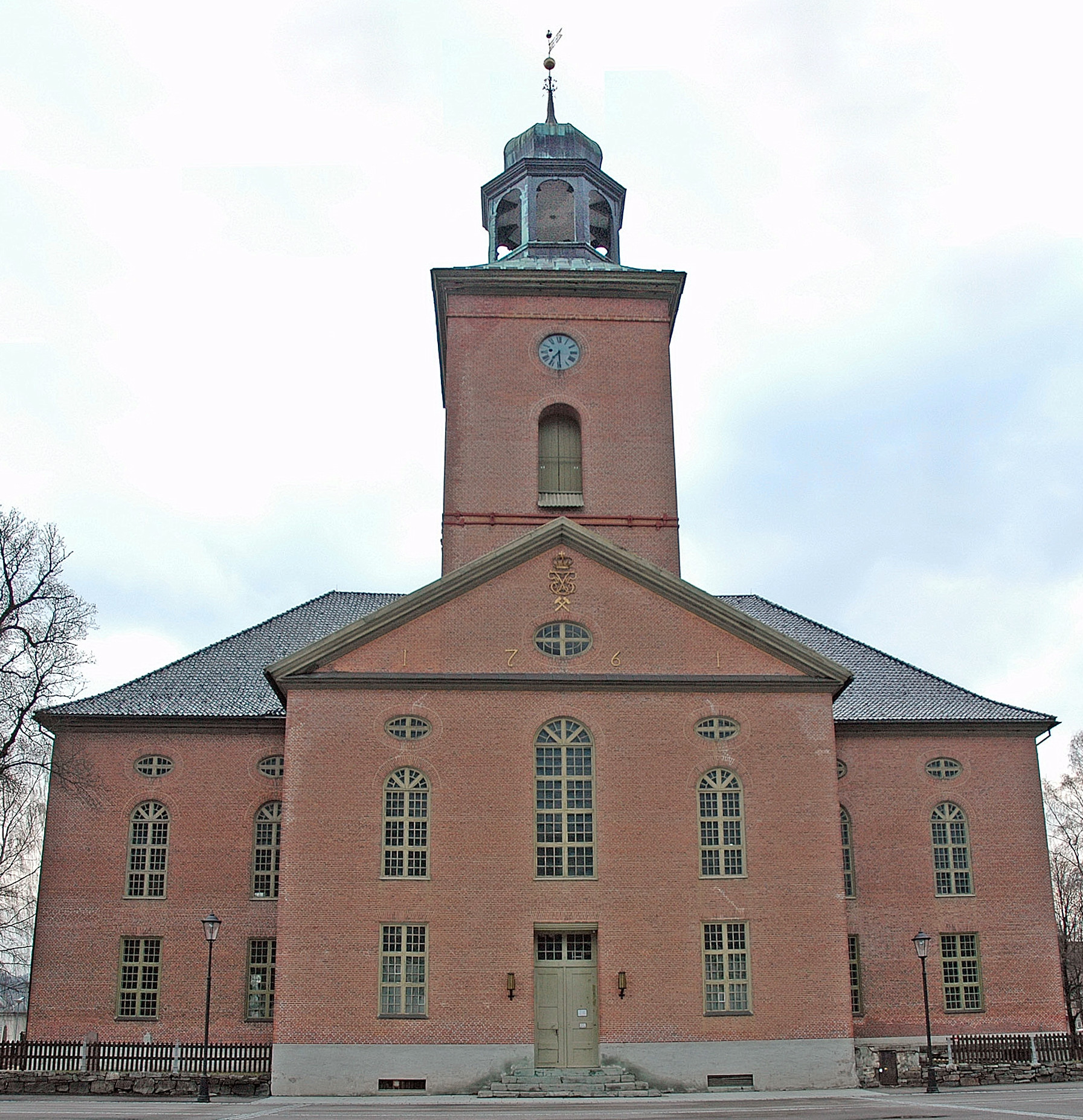
L'église de Kongsberg, bâtie en 1761.
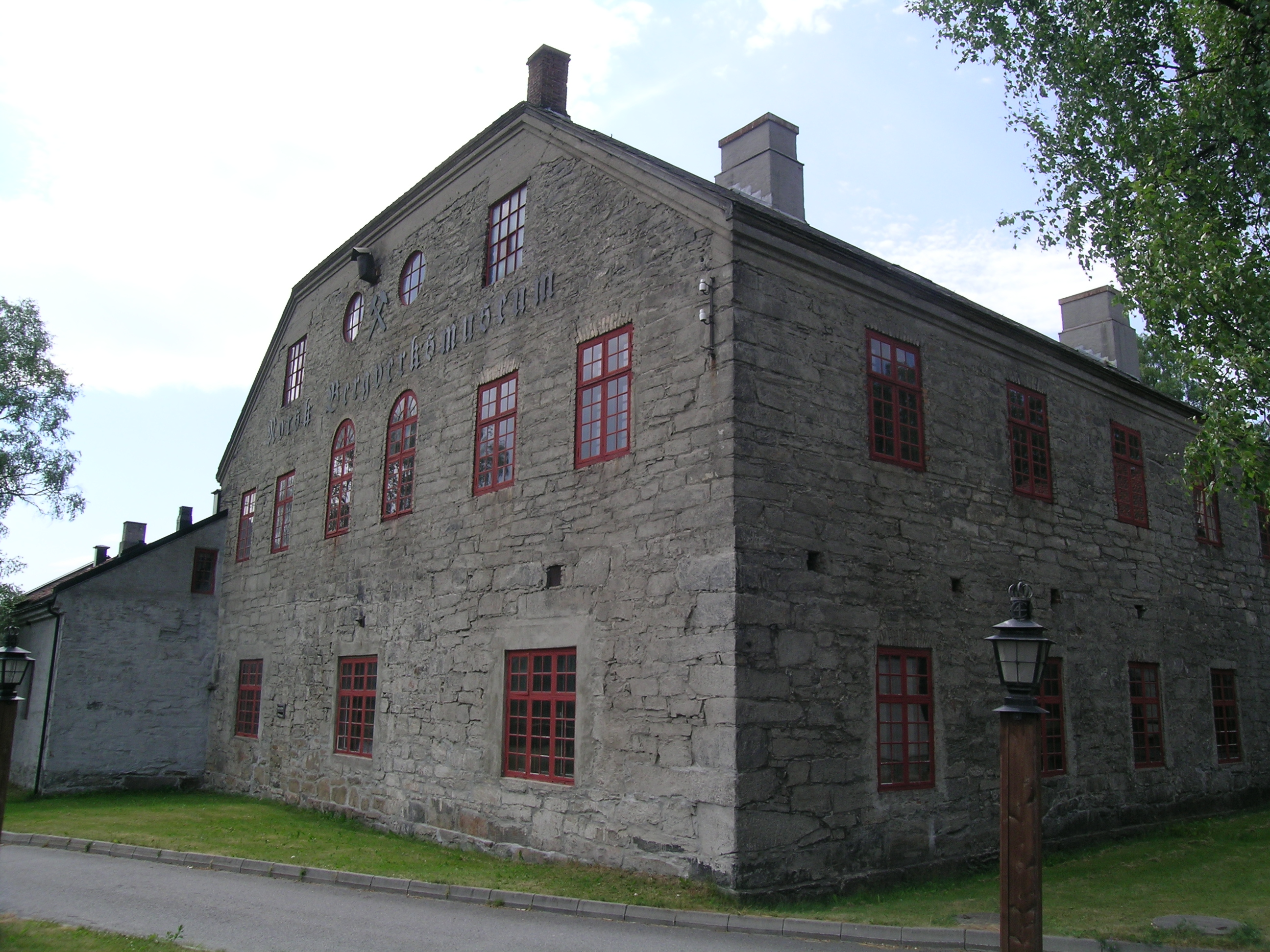
Le musée norvégien de la mine, l'édifice date de 1844.
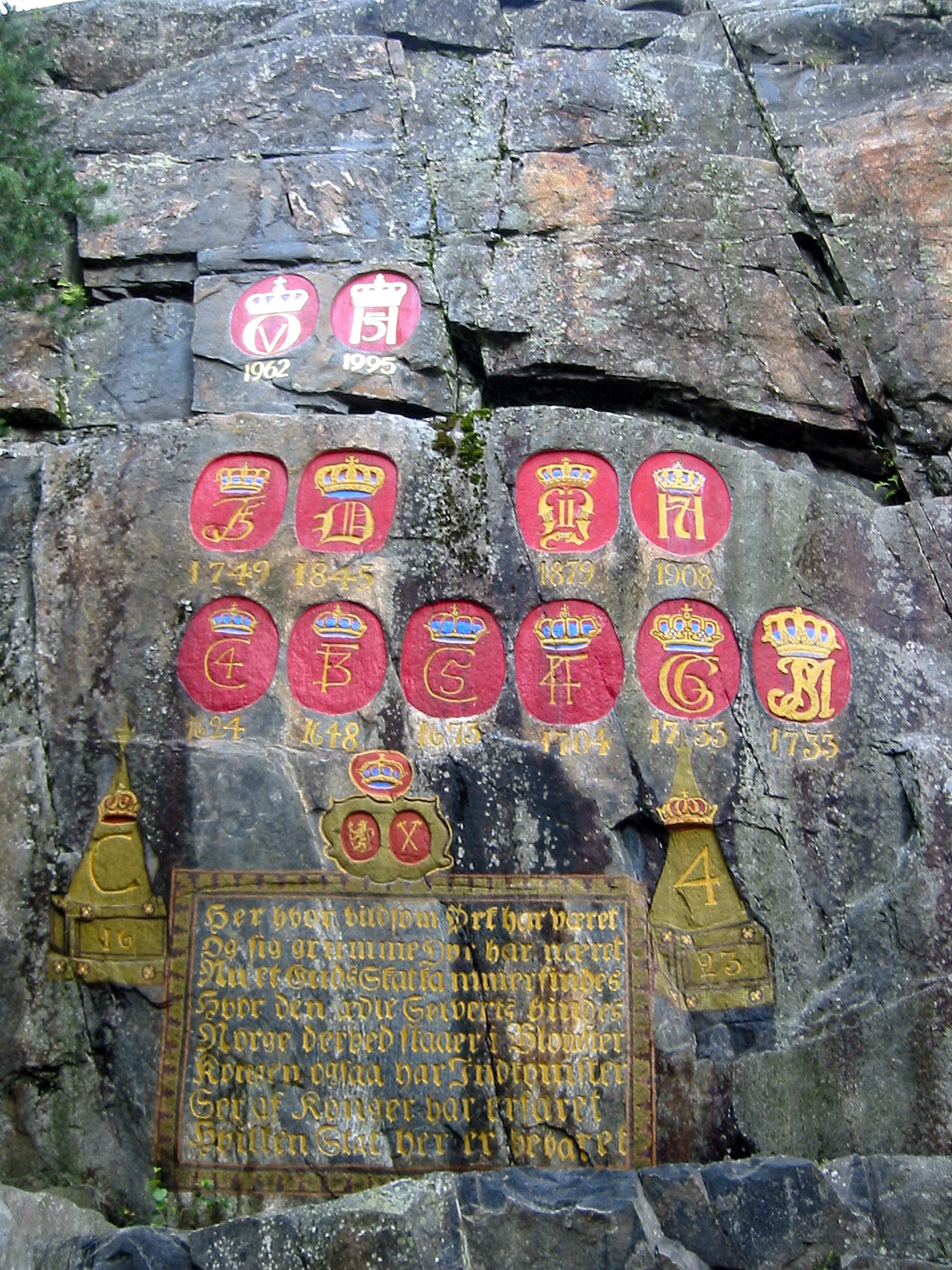
Les couronnes de Håvet.

## Fait-divers
Le 13 octobre 2021, cinq personnes sont tuées et deux autres blessées par un homme armé d’un arc et de flèches ainsi qu'un couteau. La police norvégienne, qui a appréhendé le suspect, n'exclut pas un « acte terroriste ».

## Économie
L'entreprise spécialisé dans le domaine militaire Kongsberg Gruppen a son siège dans cette ville.
Volvo Aero, filiale aéronautique du groupe suédois Volvo, y dispose d'une unité de production.

## Personnalités liées à la commune
- Carl Wilhelm Boeck (1808-1875), médecin et dermatologue, y est né.
- Sverre Fehn, architecte
- Dikken Zwilgmeyer, écrivaine

### Musiciens
- Håkon Austbø, pianiste
- Morten Harket, chanteur
- Christian Sinding, compositeur
- Morten Qvenild, pianiste du groupe Jaga Jazzist
- Christian Wallumrød, pianiste

### Sportifs
- Børre Næss, fondeur
- Petter Hugstedt, sauteur à ski
- Asbjørn Ruud, sauteur à ski
- Birger Ruud, alpiniste et sauteur à ski
- Sigmund Ruud, sauteur à ski
- Silje Norendal, snowboardeuse
- Thor Groswold, sportif et inventeur

## Jumelages
| Ville | Ville        | Pays | Pays     | Période                |
| ----- | ------------ | ---- | -------- | ---------------------- |
|       | Chitose      |      | Japon    | depuis le 31 août 1988 |
|       | Espoo        |      | Finlande |                        |
|       | Gouda        |      | Pays-Bas |                        |
|       | Kristianstad |      | Suède    |                        |